# Vladímir Shatálov
Vladímir Aleksándrovich Shatálov (en ruso: Владимир Александрович Шаталов) (Petropavlovsk, República Autónoma Socialista Soviética de Kazajistán, 8 de diciembre de 1927 - 15 de junio de 2021) fue un cosmonauta soviético-kazajo. Distinguido como Héroe de la Unión Soviética en 1969 en dos ocasiones. La municipalidad de Baikonur le otorgó el título de ciudadano de honor en 1974. Fue diputado electo del 10º Soviet Supremo de la Unión Soviética. Shatálov dirigió el Centro de Entrenamiento de Cosmonautas Gagarin entre 1987 y 1991.

## Vuelos realizados
Efectuó tres vuelos espaciales, tras los que acumuló cerca de diez días en órbita:
- Soyuz 4, el 14 de enero de 1969: sus compañeros Aleksei Yeliseyev  y  Yevgueni Jrunov, a bordo de Soyuz 5, realizaron una salida orbital para recogerlo. Aterrizaron el 17 de enero de 1969.
- Soyuz 8, del 13 de octubre de 1969 al 17 de octubre de 1969.
- Soyuz 10, lanzado el 22 de abril de 1971 hacia la estación Saliut 1. El acoplamiento con la estación falló, y la nave volvió a la Tierra el 25 de abril de 1971.

## Eponimia
- El cráter lunar Shatalov lleva este nombre en su memoria.[4]